# 一鍬田徹
一鍬田 徹（ひとくわだ とおる、1964年 -）は、日本の彫刻家、教育者。専門は、美術教育。広島大学大学院教育学研究科造形芸術教育学講座彫刻研究室教授。

## 略歴
- 1964年：千葉県千葉市生まれ
- 1990年：千葉大学大学院教育学研究科美術教育専攻修了
- 1990年：千葉市内公立小学校教諭
- 1094年：広島大学学校教育学部講師
- 2003年：同大学教育学研究科助教授[1]

## 個展
- 「生と死のリアリティー」 ギャラリーオカベ（00、東京・銀座）
- すどう美術館（01‐02、東京・銀座）
- ガレリア・グラフィカbis（03・04、東京・銀座）
- 「ヒロシマのピエタ」展　広島市立本川小学校・被爆建物（07、広島市）
- 「魂の歩み いのちの造形」展　はつかいち美術ギャラリー(12 廿日市市)

## 受賞
- 第15回エネルギア美術賞（公益財団法人エネルギア文化・スポーツ財団、2009年）
- 第26回県民文化奨励賞（財団法人けんしん育英文化振興財団、2010年）

## 著作
- 『ロダンのかげの彫刻家たち －もう一つの近代具象彫刻論－』（共著、あい書林、1995年）
- 『図画工作・美術科重要用語300の基礎知識』（共著、明治図書、2000年）
- 『図画工作科教育学』（共著、協同出版、2002年）